# Harlem (film, 1943)
Pour les articles homonymes, voir Harlem (homonymie).
Pour plus de détails, voir Fiche technique et Distribution.
Harlem est un film fasciste réaliser par Carmine Gallone en 1943.

## Synopsis
Tommaso Rossi (Massimo Girotti) est un boxeur italien qui se rend aux États-Unis où il rejoint son frère Amedeo (Amedeo Nazzari) entrepreneur dans le bâtiment à New York. Ce dernier finit en prison, faussement accusé d'assassinat. Tommasso monte alors sur le ring pour remporter un combat et paye pour la caution de son frère pour le faire sortir de prison mais il finit par être assassiné et juste avant de pousser son dernier soupir, supplie son frère afin qu'il retourne en Italie.

## Fiche technique
- Titre original : Harlem
- Réalisation :Carmine Gallone
- Sujet : Giuseppe Achille
- Scénario : Sergio Amidei, Emilio Cecchi
- Production : Cines
- Distribution : (Italie) ENIC
- Photographie : Anchise Brizzi
- Montage : Maria Rosada
- Musique : Willy Ferrero, Enrico Cagna Gabiati
- Scenographie : Guido Fiorini
- Pays de production :  Royaume d'Italie
- Format : Noir et blanc
- Durée : 80 min
- Genre : Drame
- Date de sortie :
  - Royaume d'Italie : 21 avril 1943
  - France : 20 avril 1949

## Distribution
- Massimo Girotti : Tommaso Rossi
- Amedeo Nazzari : Amedeo Rossi
- Elisa Cegani
- Vivi Gioi : Muriel
- Luigi Almirante
- Greta Gonda
- Osvaldo Valenti
- Enrico Viarisio
- Giuseppe Porelli : le duc de Solimena

## Analyse
Ce film de propagande présente les USA comme un pays de violence et d'injustice que les Italo-Américains doivent quitter pour retourner au sein de la mère patrie.